# Murzino (obwód niżnonowogrodzki)
Murzino (ros. Мурзино) – wieś (dieriewnia) w Rosji, w obwodzie niżnonowogrodzkim, w rejonie sokolskim. W 2010 liczyła 387 mieszkańców.